# Eduard Sturm (politik)
Eduard Mathias Sturm (9. února 1830 Olomouc – 24. srpna 1909 Bad Kirchberg) byl rakouský a český právník a politik německé národnosti, jeden z předáků německých liberálů na Moravě, v 2. polovině 19. století poslanec Říšské rady.

## Biografie
Narodil se v Olomouci. Jeho otec Mathias Sturm tam byl profesorem na gymnáziu. Studoval v Olomouci a Brně. Absolvoval práva. Dosáhl titulu doktor práv. Od roku 1852 působil v advokátní praxi v Brně. V roce 1855 složil ve Vídni advokátské zkoušky. Od roku 1856 byl advokátem v Pešti. Zde se naučil maďarsky, což později využil v parlamentní činnosti během jednání o rakousko-uherském vyrovnání. V Pešti rovněž publikoval odborné články z oboru práva, pod jménem Adam Osten. V roce 1861 byl přeložen do Brna, kde se zapojil do veřejného a politického života. Byl členem mnoha brněnských německých spolků. V letech 1870–1872 zasedal v brněnském obecním výboru.
V doplňovacích volbách 15. listopadu 1865 byl zvolen za poslance Moravského zemského sněmu za kurii měst, obvod Jihlava. Mandát zde obhájil v řádných zemských volbách v lednu 1867 i v krátce poté konaných zemských volbách v březnu 1867, dále v zemských volbách 1870, zemských volbách v září 1871 i brzy poté konaných zemských volbách v prosinci 1871, rovněž tak v zemských volbách 1878 a zemských volbách 1884. Na sněmu tak město Jihlava zastupoval nepřetržitě až do roku 1890.
Zemský sněm ho roku 1867 delegoval i do Říšské rady (tehdy ještě volené nepřímo) za kurii městskou. Rezignoval v roce 1869 během přestávky mezi IV. a V. zasedáním sněmovny. Opětovně byl ale do vídeňského parlamentu zemským sněmem vyslán roku 1870 a 1872. Slib složil 12. prosince 1872. Uspěl i v prvních přímých volbách do Říšské rady roku 1873, za městskou kurii, obvod Jihlava, Třebíč atd. Mandát zde obhájil ve volbách do Říšské rady roku 1879 a volbách do Říšské rady roku 1885. Rezignaci na mandát oznámil dopisem 31. března 1889. Do parlamentu pak místo něj nastoupil Gustav Groß.
Stranicky se profiloval jako německý liberál (takzvaná Ústavní strana, liberálně a centralisticky orientovaná, odmítající federalistické aspirace neněmeckých etnik). V roce 1878 zastával funkci náměstka předsedy zemského volebního výboru Ústavní strany na Moravě. V říjnu 1879 je zmiňován na Říšské radě coby člen mladoněmeckého Klubu sjednocené Pokrokové strany (Club der vereinigten Fortschrittspartei). V období let 1879–1885 byl jedním z předsedů parlamentní frakce Sjednocená německá levice, po jejímž zániku přešel do Německorakouského klubu.
Patřil mezi předáky moravských Němců a zůstal jím i poté, co roku 1872 trvale přesídlil do Vídně. V Říšské radě byl členem mnoha výborů a rakousko-uherských delegací. V lednu 1879 vedl opoziční projevy proti Berlínské smlouvě. Opakovaně se vyjadřoval k jazykovým otázkám. Prosazoval zachování jednotného správního a soudního jazyka (tj. němčiny). Byl zastáncem svobody vyznání a nekonfesijního charakteru školství.
Roku 1890 odešel z politiky kvůli nemoci. Podle jiného zdroje byl důvodem k odchodu z politického života tlak německého nacionálního křídla. Byl potom zvolen za člena státního soudního dvora.
Kvůli srdečním potížím se vzdal i advokacie a žil v ústraní ve své vile v Döblingu. Zemřel v srpnu 1909.